# House of Yes: Live from House of Blues
Albums de Yes
The Ladder
(1999) Keystudio
(2000)
House of Yes: Live from House of Blues est un double album ainsi qu'un DVD, enregistré lors d'un concert de Yes à la salle House of Blues de Las Vegas, sorti en 2000. Le groupe était alors formé de six musiciens, soit le nœud de la formation classique Jon Anderson au chant, Steve Howe à la guitare, Chris Squire à la basse et finalement Alan White à la batterie ainsi que les deux musiciens des albums Open your eyes et The Ladder, Billy Sherwood à la guitare rythmique et Igor Koroshev aux claviers. L'album contient des œuvres plus anciennes du groupe, Perpetual Change et And you and I, ainsi que des compositions plus récentes issues de leur dernier disque studio The Ladder, avec un clin d'œil à l'ère 90125, soit les pièces Cinema et la très connue Owner of a Lonely Heart. Après cet album, Billy Sherwood quitte et le groupe allait se retrouver sans claviériste à cause des démêlés de Igor Koroshev avec la justice à la suite d'une sombre affaire de harcèlement sexuel, Yes allait donc enregistrer le suivant Magnification à quatre, Alan White jouant le piano en plus de la batterie. Le nom du musicien Foster - cité ici pour les crédits sur la chanson Time and a word - est pour David Foster, un bassiste britannique qui avait joué auparavant avec les Warriors de Jon Anderson, en plus de faire partie du groupe Badger avec Tony Kaye, premier claviériste de Yes. 

## Titres

### Disque 1
1. Yours Is No Disgrace (Anderson, Bruford, Howe, Kaye, Squire) – 13:04
2. Time and a Word (Anderson, Foster) – 0:58
3. Homeworld (The Ladder) (Anderson, Howe, Khoroshev, Sherwood, Squire, White) – 9:45
4. Perpetual Change (Anderson, Squire) – 10:49
5. Lightning Strikes (Anderson, Howe, Khoroshev, Sherwood, Squire, White) – 5:07
6. The Messenger (Anderson, Howe, Khoroshev, Sherwood, Squire, White) – 6:39
7. Ritual - Nous Sommes Du Soleil (Anderson, Howe, Squire, Wakeman, White) – 0:59
8. And You and I (Anderson, Bruford, Howe, Squire) – 11:25
  1. Cord of Life (Anderson, Bruford, Howe, Squire)
  2. Éclipse (Anderson, Bruford, Howe)
  3. The Preacher the Teacher (Anderson, Bruford, Howe, Squire)
  4. Apocalypse (Anderson, Bruford, Howe, Squire)

### Disque 2
1. It Will Be a Good Day (The River) (Anderson, Howe, Khoroshev, Sherwood, Squire, White) – 6:29
2. Face to Face (Anderson, Howe, Khoroshev, Sherwood, Squire, White) – 5:32
3. Awaken (Anderson, Howe) – 17:35
4. I've Seen All Good People (Anderson Squire) – 7:28
  1. Your Move (Anderson)
  2. All Good People (Squire)
5. Cinema (Anderson, Kaye, Rabin, Squire, White) – 1:58
6. Owner of a Lonely Heart (Anderson, Horn, Rabin, Squire) – 6:04
7. Roundabout (Anderson, Howe) – 7:43

## Musiciens
- Jon Anderson : Chant, harpe, guitare acoustique, percussions
- Steve Howe : Guitares acoustique et électrique, pedal steel, chœurs
- Billy Sherwood : Guitare rythmique, chœurs
- Chris Squire : Basse, chœurs
- Igor Khoroshev : Claviers, chœurs
- Alan White : Batterie, percussions, chœurs